# 문화마르크스주의 음모론
문화마르크스주의(文化 - 主義, 영어: Cultural Marxism)는 서구마르크스주의, 특히 프랑크푸르트 학파가 현대 진보주의, 정체성 정치와 정치적 올바름을 추동하는 것으로 잘못 묘사하는 극우 반유대주의 음모론이다. 이러한 음모론은 전통주의적 보수주의의 기독교적 가치를 침식하고 그것을 자유주의적 가치로 대체하려는 문화전쟁을 기획하여 서양 사회를 전복하려는, 현재 진행중이며 의도적인 학술적, 지적 노력이 존재한다고 본다.
나치 선전 문구인 "문화 볼셰비즘"(Cultural Bolshevism)의 현대적 복고인 문화마르크스주의 음모론은 1990년대 미국에서 유래하였다. 본래 극우 정치의 수사로 사용되었던 음모론은 2010년대에 주류 담론으로 진입하여 현재 세계적으로 발견된다. 마르크스주의 문화전쟁 음모론은 우익 정치인, 근본주의 종교 지도자, 주류 언론의 정치 비평가들과 백인 우월주의자들에 의해 증대되었으며 "대안우파적 세계관의 토대적 요소"로 기술된다. 음모론에 대한 학술적 분석은 음모론이 사실에 근거하지 않고 있다고 지적한다.

## 같이 보기
- 화이트 제노사이드 음모론
- 의사들의 음모
- 피자게이트
- 거대 대체 이론
- QAnon